# Playing the Deuce
Playing the Deuce è un cortometraggio muto del 1915 diretto e interpretato da W.P. Kellino.

## Trama
Una sfida musicale tra due vicini di casa si risolve in una rissa.

## Produzione
Il film fu prodotto dalla Cricks.

## Distribuzione
Distribuito dalla Davison Film Sales Agency (DFSA), il film - un cortometraggio di 163 metri - uscì nelle sale cinematografiche britanniche nel febbraio 1915.